# Francis (producent muzyczny)
francis, właściwie Szymon Frąckowiak (ur. 15 lutego 1994) – polski kompozytor i producent muzyczny.

## Kariera
Jako producent muzyczny odpowiedzialny jest za utwory m.in. Duże oczy Smolastego, Kiss cam (podryw roku) Maty. Pracował także nad albumami Trap or Die bambi oraz Napisz jak będziesz Sobla; pochodzący z tego albumu singel Kochasz? także zdobył status platynowej płyty. 13 czerwca 2025 roku we współpracy z bambi i Okim ukazał się singel pt. 1Day in LA, będący zapowiedzią nowego albumu.

## Dyskografia
- Bonjour francis (2025)